# Duda Salabert
Duda Salabert Rosa (Belo Horizonte, 2 de maio de 1981) é uma professora de literatura, ambientalista, ativista e política brasileira filiada ao Partido Democrático Trabalhista (PDT). Em 2018 se notabilizou ao ter se tornado a primeira pessoa transgênero a candidatar-se ao cargo de Senadora da República. Em 2020, a política já havia sido eleita vereadora, tendo sido a mais bem votada da história de Belo Horizonte, com 11,9% dos votos num leque de 41 candidatos. Em 2022, foi eleita uma das primeiras deputadas federais trans da história, junto com Erika Hilton.

## Carreira política

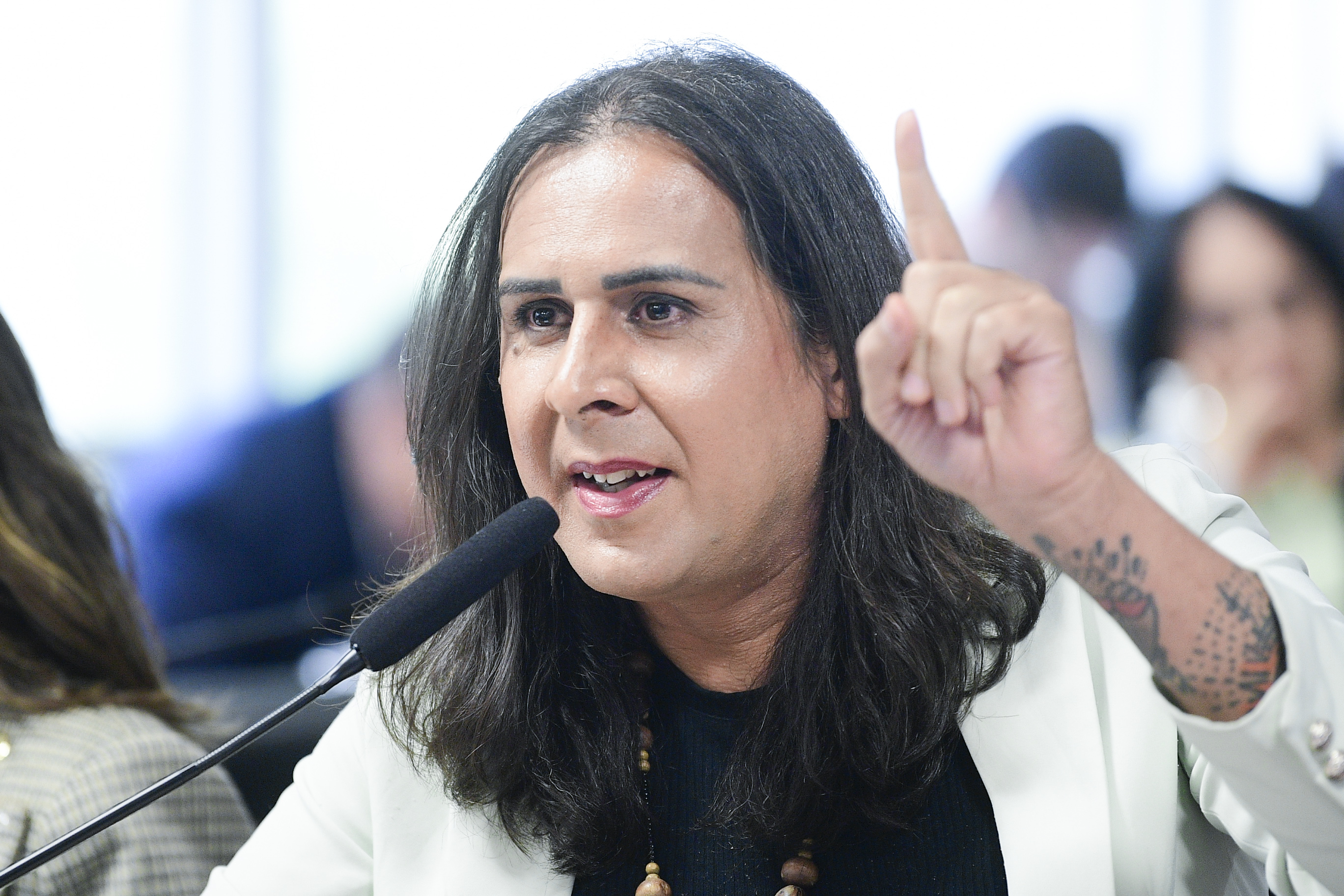
Salabert em 2023, durante a CPMI do 8 de janeiro

Duda Salabert candidatou-se à Senadora da República por Minas Gerais nas eleições de 2018, tornando-se a primeira pessoa transgênero a se candidatar ao cargo. Salabert obteve a maior votação do Partido Socialismo e Liberdade (PSOL) em Minas Gerais, com 351.874 votos (1,99% dos votos válidos), terminando em oitavo lugar entre os quinze candidatos ao senado em seu estado e não conseguindo ser eleita. Em 21 de abril de 2019, Salabert anunciou sua saída do PSOL acusando o partido de "transfobia estrutural", alegando que o partido não investe suficientemente em candidatos transgênero e que apenas usa essa pauta para eleger "figuras e candidaturas já privilegiadas".
No dia 16 de setembro de 2019, participou de um evento com a presença de Ciro Gomes, anunciando sua filiação ao PDT.
Em 2020, Duda foi eleita vereadora por Belo Horizonte, pelo PDT, sendo a mais bem votada da história com 11,9% dos votos entre 41 candidatos, dos quais o segundo mais votado recebeu 9,3% dos votos. Os seus 37.613 votos superam em muito o recorde anterior de Elias Murad, eleito em 2004 com 20.157 votos.
Em 2022, foi eleita deputada federal (PDT) por Minas Gerais.

## Desempenho eleitoral
| Ano  | Eleição                     | Cargo            | Partido | Votos           | Resultado  |
| ---- | --------------------------- | ---------------- | ------- | --------------- | ---------- |
| 2018 | Estadual em Minas Gerais    | Senadora         | PSOL    | 351.874 (2,28%) | Não eleita |
| 2020 | Municipal de Belo Horizonte | Vereadora        | PDT     | 37.613 (3,49%)  | Eleita     |
| 2022 | Estadual em Minas Gerais    | Deputada federal | PDT     | 208.332 (1,86%) | Eleita     |
| 2024 | Municipal de Belo Horizonte | Prefeita         | PDT     | 97.315 (7,68%)  | Não eleita |

## Vida pessoal
Transicionou em 2014, quando passou a reconhecer-se como mulher. A ativista é casada desde 2011 com Raísa Novaes, que é educadora. O casal está junto desde 2006.
Duda e Raíssa tiveram sua primeira filha, Sol, em junho de 2019. Em consequência da gravidez de Sol, Salabert teve que interromper o tratamento hormonal da transição de gênero. Como forma de evitar a imposição de gênero, Duda e sua esposa escolheram um nome neutro para a criança.
Duda atuou como professora de literatura no Colégio Bernoulli em Belo Horizonte de 2007 a 2021, quando foi demitida, segundo ela, por preconceito, a partir da pressão de pais de alunos que passaram a vê-la durante aulas telepresenciais durante a Pandemia de COVID-19. Em nota, a instituição afirmou que a demissão ocorreu em função da incompatibilidade do cargo público da professora com a dedicação que a instituição esperaria dela.
Posteriormente Salabert se formou em Gestão Pública pela Universidade do Estado de Minas Gerais (UEMG). Também é idealizadora e presidenta da ONG Transvest, que oferece cursos educacionais a pessoas transgênero e travestis.
Duda é vegana e lésbica.